# Netbank
Netbank er betegnelsen for banktjenester som kan bruges via internet. De fleste banker i Danmark tilbyder netbank-løsninger til kunderne i dag.
Mulighederne i de forskellige pengeinstitutters netbanker er forskellige. Men alle omfatter de mest grundlæggende bankforretninger som at overføre penge mellem konti og betaling med indbetalingskort. Mange netbanker tilbyder også mere avancerede funktioner som værdipapirhandel, budgetlægning, skatte- og realkreditsberegning. Desuden er det ofte muligt at kommunikere sikkert med bankrådgiveren og bestille forskellige former for økonomisk overvågning fx aktiekurser eller konto-saldo via sms.